# Center Island (Washington)
Pour les articles homonymes, voir Center Island.
Center Island  est l'une des îles San Juan située dans le comté de San juan de l'État de Washington, aux États-Unis.
L'île se trouve entre Lopez Island et Decatur Island. L'île a une superficie de 71 hectares. C'est une île privée accessible uniquement par bateau ou par avion privé (il existe une piste d'atterrissage de 570 mètres. La population était officiellement de 49 personnes au recensement de 2000.

## Source
- (en) Cet article est partiellement ou en totalité issu de l’article de Wikipédia en anglais intitulé « Center Island (Washington) » (voir la liste des auteurs).